# Hanuš Nykl
Hanuš Andrej Nykl (* 1975, Most) je český rusista, překladatel a protodiákon Pravoslavné církve v českých zemích a na Slovensku.

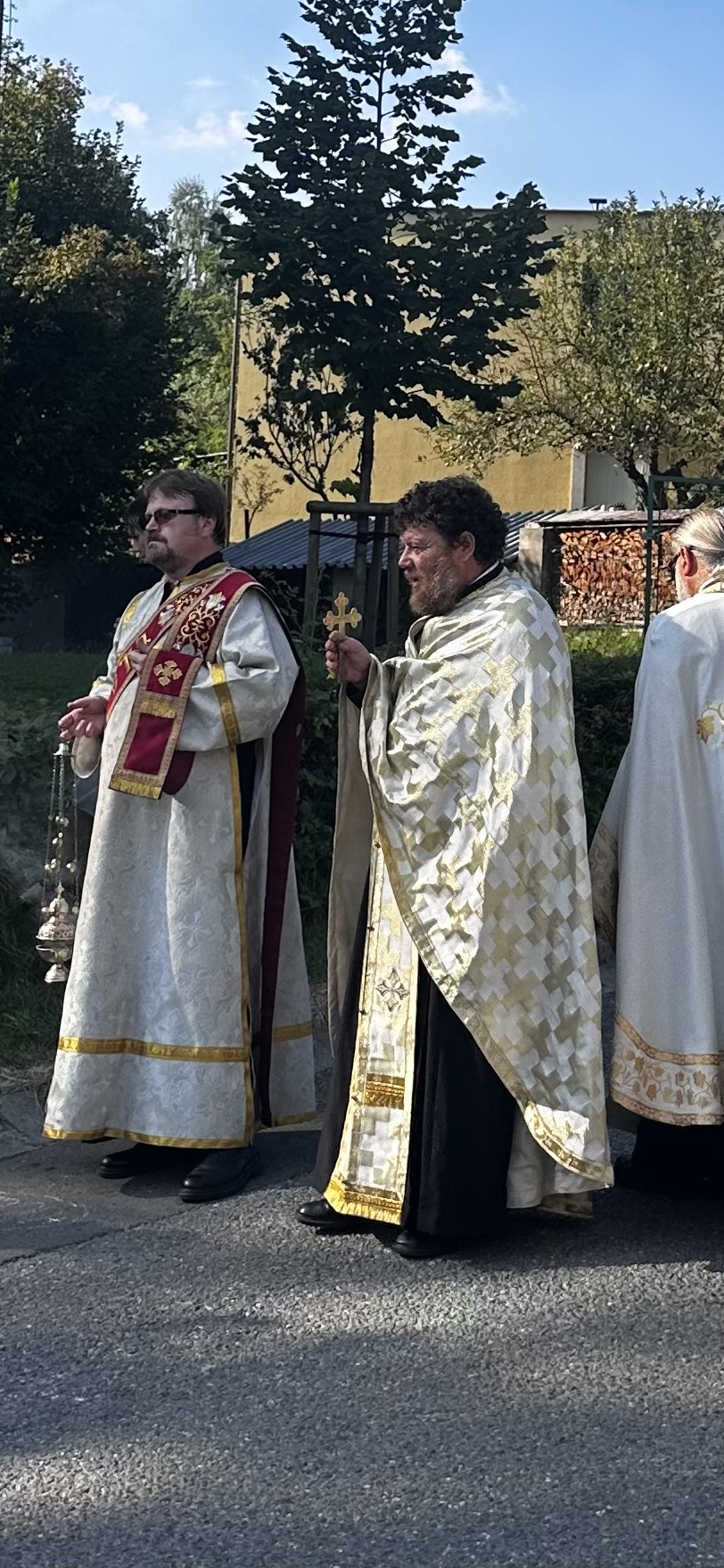
Protodiákon Hanuš Nykl (vlevo) a kněz Petr Novák v liturgickém oděvu

## Vzdělání
Bakalářský titul získal v Institutu základů vzdělanosti Univerzity Karlovy (pozdější Fakulta humanitních studií) v roce 1996. Magisterské studium v oboru rusistika absolvoval na Filozofické fakultě UK (2001), doktorský titul získal v oboru slovanské literatury (2009). V roce 2016 se tamtéž habilitoval v oboru slavistika.

## Život
Hanuš Nykl se narodil v severočeském Mostě v Ústeckém kraji. V letech 1993 až 1996 studoval na IZV UK. Poté následovala jeho studia na FF UK v letech 1996 až 2001, v oboru rusistika. Přijal křest v české pravoslavné církvi. Křestní jméno si vybral Andrej, na počest svatého Andreje Rubleva. V roce 2000 absolvoval církevní studia. V následujících letech pokračoval v akademické i duchovní činnosti v rámci pravoslavné církve v českých zemích a na Slovensku. 

### Vědecká činnost
Docent Nykl se specializuje na dějiny ruského myšlení 19. a 20. století, religiozitu Ruska a východní Evropy, ruskou meziválečnou emigraci a ruskou kulturu a literaturu 19. století a počátku 20. století. V letech 2014 a 2020 pracoval jako vědecký pracovník ve Slovanském ústavu Akademie věd ČR, zároveň působil v Ústavu východoevropských studií Filozofické fakulty Univerzity Karlovy a Akademickém centru Borise Němcova pro výzkum Ruska.
Je autorem dvou monografií, editorem čtyř kolektivních monografií a více než deseti odborných článků. Dvě publikace, věnující se ruské meziválečné emigraci v ČSR a dějinám ruské filozofie 20. století, připravil ve spolupráci se svými studenty.

### Duchovní činnost
Otec protodiákon Hanuš slouží v litoměřické pravoslavné církevní obci při chrámu svatého Václava. Patřil mezi důvěrné přátele zesnulých archimandrity Marka (Krupici) a roudnického faráře M. Šantina.

## Dílo
- Instituce a osobnosti ruské meziválečné emigrace v Československu. Příprava vydání Hanuš Nykl. 1. vyd. Praha: Karolinum, 2021. 194 s. ISBN 978-80-246-4826-2.
- Kulturní, duchovní a etnické kořeny Ruska: vlivy a souvislosti. Příprava vydání Hanuš Nykl. 1. vyd. Červený Kostelec: Pavel Mervart, 2006. 351 s. ISBN 80-86818-34-9.
- NYKL, Hanuš. Náboženství v ruské kultuře. Červený Kostelec: Pavel Mervart, 2013. 368 s. (Russia Altera; sv. 25). ISBN 978-80-7465-078-9.
- Prekolonialismus, kolonialismus a postkolonialismus: Impéria a ti druzí ve východní a jihovýchodní Evropě. Příprava vydání Stanislav Tumis, Hanuš Nykl. 1. vyd. Praha: Filozofická fakulta Univerzity Karlovy, 2015. 244 s. ISBN 978-80-7308-582-7.
- NYKL, Hanuš. Slavjanofilství a slavjanofilské paradigma: příspěvek ke studiu ruské filosofie 19. století. Praha: Slovanský ústav AV ČR, 2015. 255 s. ISBN 978-80-86420-49-3.
- Vybrané kapitoly z ruského myšlení 20. století: N.O. Losskij, I.A. Iljin, S.I. Gessen, L.N. Gumiljov. Příprava vydání Hanuš Nykl. 1. vyd. Praha: Karolinum, 2018. 195 s. ISBN 978-80-246-3898-0.